# Архитектура блокады
«Архитекту́ра блока́ды» — документальный фильм-расследование о маскировке Ленинграда в годы Великой Отечественной войны. Картина создана в рамках проекта «Сохранённая культура» и даёт представление о том, как изменился во время блокады города облик Петропавловской крепости, Исаакиевского собора, Смольного, Зимнего дворца, вокзалов, мостов и других стратегических объектов. Герои документального расследования — люди мирных профессий: архитекторы, художники, инженеры, музейные работники, альпинисты, оставшиеся в блокадном Ленинграде и защитившие его главные здания и памятники от уничтожения вражеской авиацией и артиллерией.
Премьера фильма состоялась в петербургском киноцентре «Дом кино» 27 января 2020 года — в День полного освобождения Ленинграда от фашистской блокады. Онлайн-премьера прошла 31 января 2020 года на сайте «Новой газеты», 24 и 25 апреля 2020 года фильм был показан на телеканале «Победа».

## Сюжет
Главные герои фильма — ленинградские архитекторы и художники, оставшиеся в городе во время блокады 1941—1944 годов. Среди них — главный архитектор Ленинграда Николай Баранов, его заместитель, один из авторов ещё довоенного плана маскировки Ленинграда Александр Наумов, руководитель Государственной инспекцией по охране памятников архитектуры в Ленинграде (ныне — КГИОП Санкт-Петербурга) Николай Белехов, а также крупный советский архитектор, теоретик и практик транспортной архитектуры Игорь Явейн — в годы войны он занимался маскировкой ленинградских вокзалов; архитектор, художник, мастер художественного стекла Борис Смирнов, в войну — офицер ДКБФ, осуществлявший маскировку кораблей и подлодок Балтийского флота, стоявших на Неве; бывший главный архитектор Ленинграда, автор генерального плана развития города Лев Ильин и архитектор, художник Яков Рубанчик, руководившие во время блокады бригадами по обмеру зданий-памятников — решение об организации таких бригад принял в октябре 1941 года Ленгорисполком, чтобы при уничтожении или повреждении заданий в результате немецких бомбежек и артобстрелов их впоследствии можно было восстановить.

Первоначально мы ставили задачу исследовать, как маскировали город во время блокады. Но проект вышел за рамки исследования, и на первом плане оказалась проблема «архитектор и блокада, архитектор и война». Что делать во время таких страшных событий, если твоя профессия — строить?— режиссёр фильма Максим Якубсон 

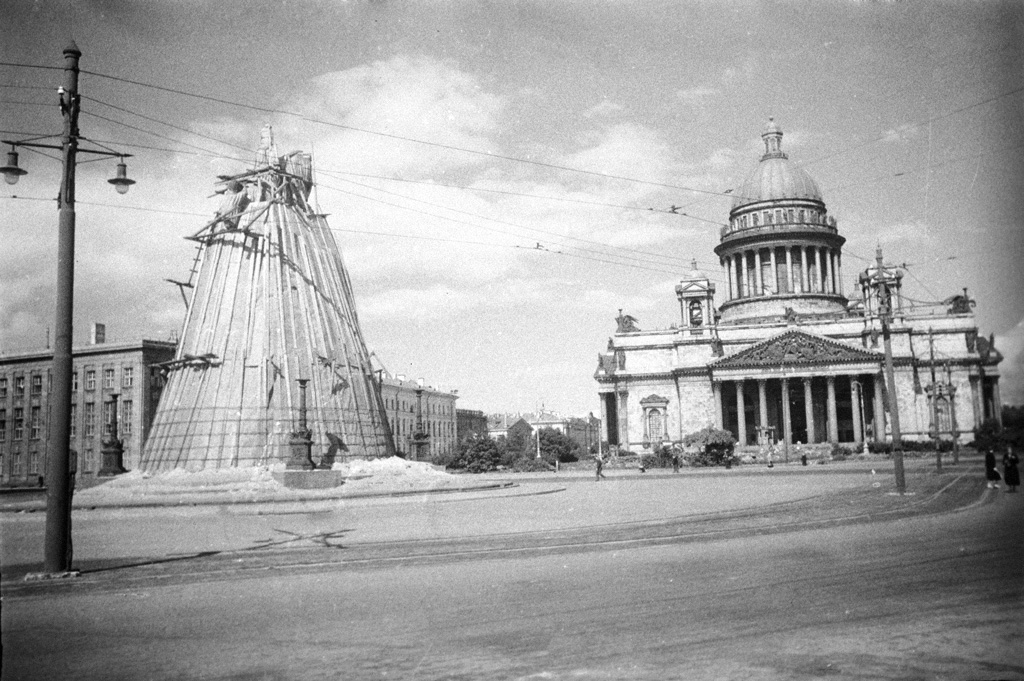
Исаакиевский собор и укрытый от бомб памятник Николаю I, 1942 год

Масштабные маскировочные работы в Ленинграде стартовали уже 26 июня 1941 года, на пятый день войны. Тогда же из города начали срочно эвакуировать ценные музейные экспонаты. Этим занимались сотрудники Государственной инспекции по охране памятников во главе с Николаем Белеховым. Параллельно сотрудники его управления вели работы по укрытию монументов и памятников: их снимали с постаментов и закапывали в землю или зашивали деревянными щитами и обкладывали мешками с песком.
Защищать от налётов вражеской авиации надо было не только исторические здания, уличные памятники и музейные редкости. Особое внимание уделялось маскировке стратегических объектов: складов, вокзалов, ТЭЦ, промышленных предприятий, мостов, на которые крепили корыта с водой: сверху вражеские летчики видели только пустую Неву.

Ещё интереснее было с нефтебазой в Ручьях — там создавали иллюзию городского квартала: несколько цистерн объединяли в один объём с помощью металлических стоек, потом обшивали листовым железом и разрисовывали под жилой дом. Для полной достоверности между «домами» прокладывали дорожки и «сажали» деревья, которые по мере увядания приходилось заменять. Плюс к тому, в нескольких километрах от реальной нефтебазы установили фанерные дубликаты цистерн и даже подвели к ним железнодорожную ветку. В результате немцы бомбили макет, а на территорию реальной нефтебазы за всю войну не упало ни одной бомбы.— режиссёр фильма Максим Якубсон

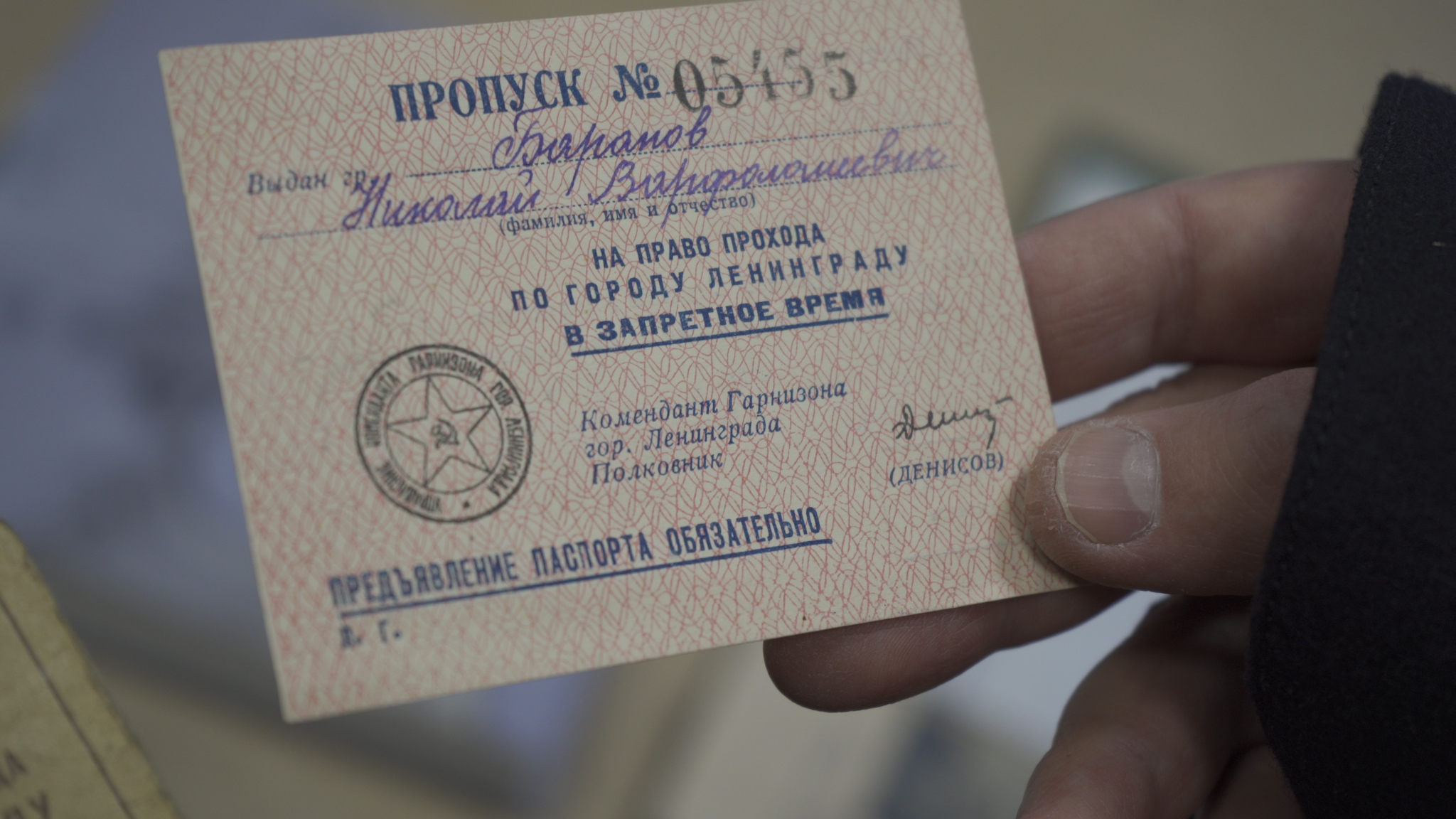
Блокадный пропуск главного архитектор Ленинграда Н. В. Баранова. Фото сделано на съёмках фильма «Архитектура блокады», 2019 год

Не менее серьёзно подошли к маскировке бывшего Смольного института: в нём размещалось руководящие органы областной и городской власти. Само здание с помощью сетей задекорировали под парк, а его макет разместили на несколько сотен метров ближе к Таврической улице.

Я тогда хорошо понимал, насколько сложной была эта задача. Здание Смольного стоит вблизи излучины Невы, неподалёку от Смольного монастыря. Эти ориентиры укрыть невозможно. Решение было единственным: воспользоваться окружающим парком и скрыть здание под искусственным покровом больших куртин деревьев<…>. Над эскизом мы работали, не поднимая головы, и закончили его глубокой ночью. Утром подсчитали, сколько нужно брезента, маскировочных сетей, краски и других материалов.— из воспоминаний главного архитектора Ленинграда Николая Баранова
Одновременно требовалось проектировать и строить бомбоубежища, для этого в Главном архитектурно-планировочном управлении (ГлавАПУ) Ленингорисполкома был создан сектор спецсооружений, сотрудники которого спроектировали и построили свыше капитальных 500 укрытий.
Работы было так много, что уже в сентябре 1941 года Николай Баранов и Александр Наумов перешли на казарменное положение. Всю блокаду главный архитектор Ленинграда и его заместитель прожили в двух подвальных помещениях в здании ГлавАПУ на улице Зодчего Росси. Одна комната стала спальней, а другая — рабочим кабинетом. Тогда же, в самые тяжёлые дни блокады, в 1942 году, Николай Баранов и Александр Наумов начали разработку генерального плана восстановления и развития послевоенного Ленинграда.

### Участники съёмок

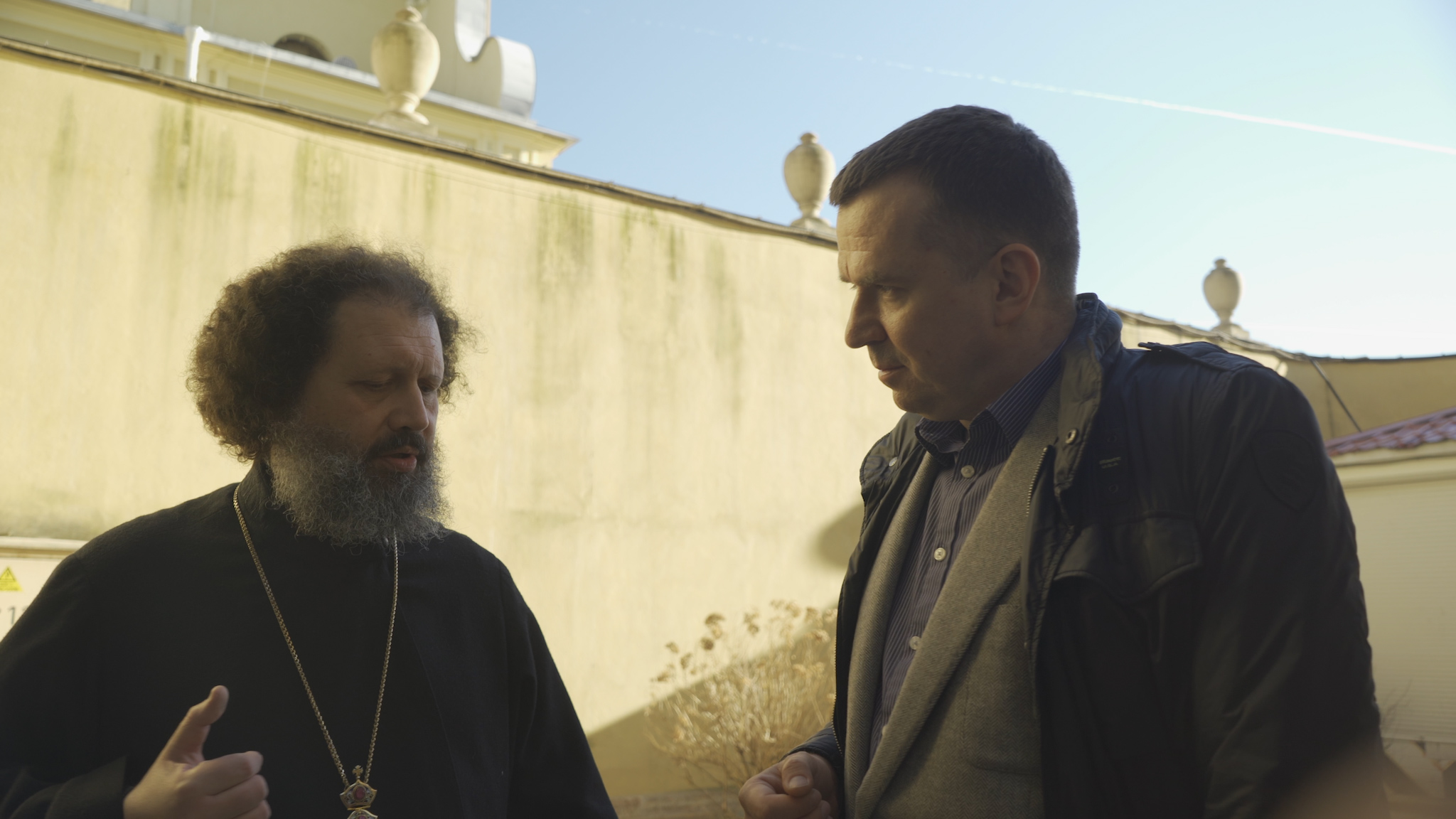
Внук Н. В. Баранова — архимандрит Александр (Фёдоров) и внук А. И. Наумова — Виктор Наумов. Фото сделано на съёмках фильма «Архитектура блокады», 2019 год

В съёмках фильма приняли участие потомки блокадных архитекторов: внук Николая Баранова — архимандрит Александр (Фёдоров), тоже архитектор по образованию, ныне настоятель Петропавловского собора в Петербурге; внук Бориса Смирнова — художник Александр Теребенин; сыновья Игоря Явейна — современные петербургские архитекторы Олег и Никита Явейны; племянница Якова Рубанчика, архитектор Елена Михайловна Свердлова и его внучатый племянник, художник Евгений Александрович Свердлов.
Продюсером и автором идеи фильма выступил внук Александра Наумова — петербургский юрист и учёный, руководитель проекта «Сохранённая культура» Виктор Наумов.

О своей работе во время блокады дед говорил мельком, и у меня на долгие годы осталось непонимание: почему его, а у деда была медаль «За оборону Ленинграда», вдруг сняли с фронта и перевели на некую гражданскую работу в город? И только потом, уже будучи взрослым, я столкнулся с интересным для меня фактом, что в такой трагический период, как война и блокада, люди не только обороняли город, но и старались сохранить под бомбежками то замечательное наследие, которым сейчас любуется весь мир. Так родилась идея снять документальный фильм.— продюсер фильма Виктор Наумов

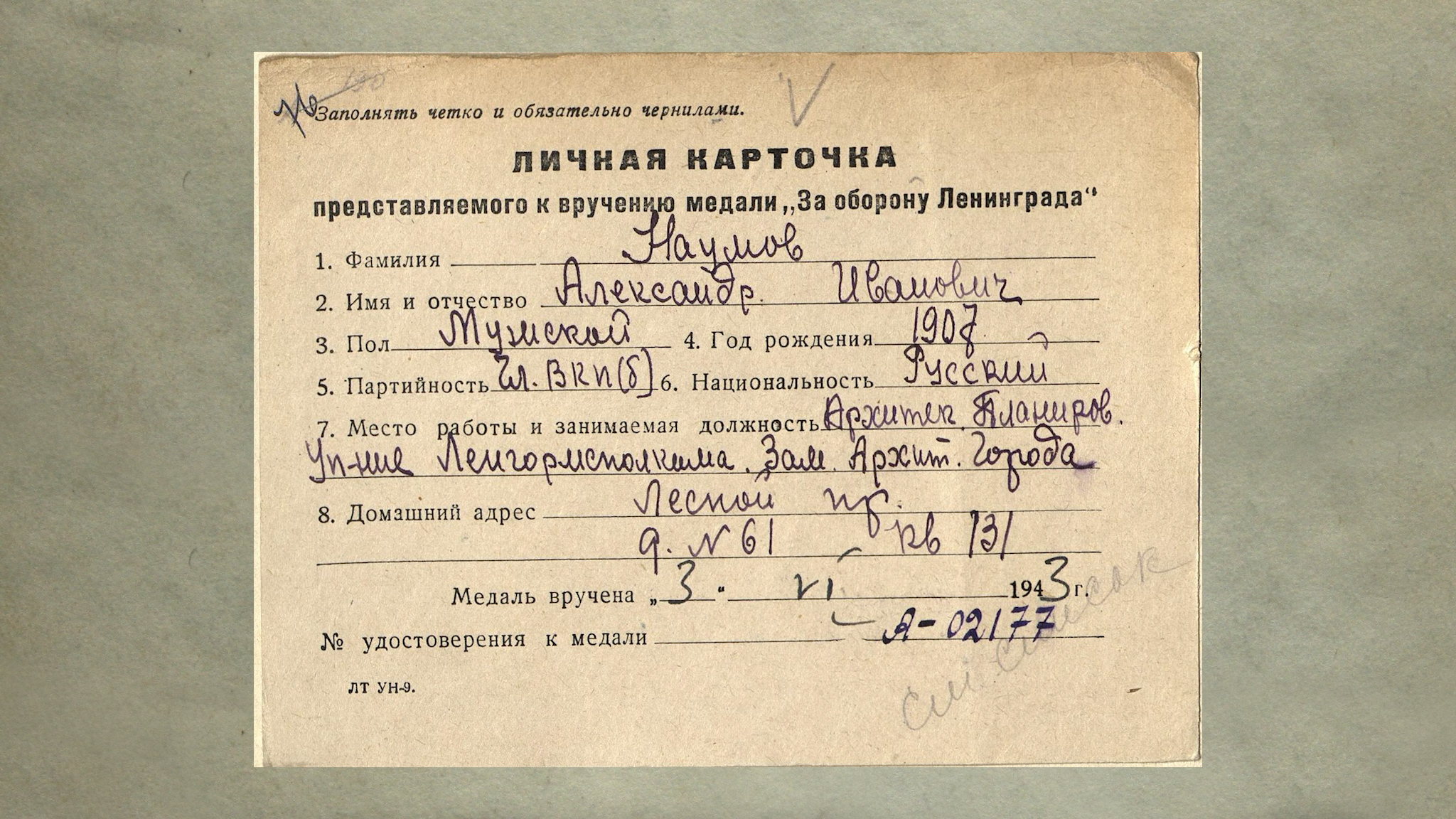
Наградная карточка заместителя главного архитектор Ленинграда А. И. Наумова. Оригинал хранится в ЦГА СПб. Фото сделано на съёмках фильма «Архитектура блокады», 2019 год

В фильм вошли рассказы жителей блокадного Ленинграда и непосредственных участников событий, в том числе воспоминания фронтовика, скульптора Григория Ястребенецкого и архивное интервью с почётным гражданином Санкт-Петербурга, альпинистом, участником маскировки городских доминант во время блокады Михаилом Бобровым. К моменту съёмок он уже ушёл из жизни, поэтому создатели картины воспользовались записью 2018 года, выполненной петербургскими документалистами Миленой Третьяковой и Ильёй Утехиным.
Кроме того, в съёмках приняли участие авторы и актёры спектакля «Гекатомба. Блокадный дневник». Этот спектакль, лауреат премии «Золотой софит», с 2018 года идёт в петербургском театре «На Литейном» и создан по мотивам блокадных дневников одного из героев фильма — ленинградского архитектора Льва Ильина, погибшего во время блокады. 11 декабря 1942 года он был смертельно ранен во время артобстрела на Невском проспекте.

### Неизвестные факты и альтернативные точки зрения
Наряду с участниками событий и потомками блокадных архитекторов заметную роль в создании фильма сыграли современные ученые и исследователи, изучающие тему ленинградской блокады: доктор исторических наук, один из главных российский специалистов по истории блокады Никита Ломагин, военный историк Вячеслав Мосунов, доктор архитектуры, преподаватель СПбГАСУ Андрей Вайтенс, первый заместитель председателя КГИОП Санкт-Петербурга Александр Леонтьев, автор целого ряда исследований, посвященных творчеству ленинградских архитекторов в годы Великой Отечественной войны и блокады, начальник отдела КГИОП Санкт-Петербурга Юлия Бахарева и другие.
Авторы документальной ленты «Архитектура блокады» позиционируют ее как фильм-расследование. Съёмочная группа изучала фонды КГИОП, Музея истории Санкт-Петербурга, московского Музея архитектуры имени А. В. Щусева, запасники Музея обороны и блокады Ленинграда, Центрального военно-морского музея и петербургского Музея артиллерии, а также материалы гражданских, военных и частных архивов, включая Центральный военно-морской архив в Гатчине и Центральный государственный архив Санкт-Петербурга.
Всё это позволило выяснить и включить в фильм факты, не известные или мало известные массовому зрителю. Например, сюжет о том, что во время блокады город мог лишиться Александровской колонны. Военные предлагали снести её, чтобы построить на Дворцовой площади аэродром. Плюс к тому, в фильме представлены альтернативные мнения, идущие вразрез с традиционной, зафиксированной ещё в советской историографии, точкой зрения, что маскировка доминант, затруднявшая ориентацию вражеских войск, сыграла ключевую роль в спасении Ленинграда от тотального разрушения вражеской артиллерией и авиацией.

Эта мера не могла предотвратить обстрелы и ведение прицельного огня. Ленинград постигли бы гораздо большие разрушения, но уже с осени 1941 года в результате того, как складывались боевые действия на Северо-Западном направлении, немцы не могли выделить достаточное количество ударной авиации, чтобы наносить удары и совершать массированные налёты на Ленинград, подобные тем, что совершали на Британию— участник съёмок, военный историк  Вячеслав Мосунов

## Выход фильма
Премьера фильма прошла в Большом зале петербургского Доме кино 27 января 2020 года — в День полного освобождения Ленинграда от фашистской блокады . Показ собрал свыше 500 зрителей. Картину публике представила актриса, депутат Государственной Думы РФ Елена Драпеко.
Онлайн-премьера состоялась 31 января — 2 февраля 2020 года на сайте «Новой газеты», затем с 28 марта по 5 апреля 2020 года фильм был доступен на сайте Музея Анны Ахматовой в Фонтанном доме в рамках онлайн-проекта, организованного в связи с временным закрытием музея из-за пандемии COVID-19.
24 и 25 апреля 2020 года фильм «Архитектура блокады» был показан в эфире телеканала «Победа», после чего стал доступен для бесплатного просмотра на видеохостингах.

### Материалы, не вошедшие в фильм
Работа над документальным фильмом «Архитектуры блокады» велась ровно год: съёмки начались 25 января 2019 года. Так как в фильм вошли не все отснятые материалы, создатели ленты смонтировали и разместили в свободном доступе на видеохостингах ещё семь дополнительных сюжетов: «Николай Белехов. Работа для вечности», «Николай Баранов и Александр Наумов. Жизнь по Генплану», «Хлеборезка, ботинки, и хрустальное яйцо», «Елена Мамикова. Медсестра», «Наталья Соболева. Я училась с Таней Савичевой», «Григорий Ястребенецкий. Скульптуры войны» и «Яков Рубанчик. Влюблённый в город». Последний из них более подробно, чем в фильме, рассказывает о множестве документальных зарисовок — свыше 140 листов — из жизни блокадного города и серии рисунков с видами разрушений в Пушкине и Петродворце «Расстрелянный Растрелли», которую Рубанчик выполнил сразу после снятия блокады.

### Перевод на иностранные языки
В сентябре 2020 года документальный фильм «Архитектура блокады» был переведён на немецкий язык по инициативе «Русско-немецкого Центра встреч» в рамках международного проекта «Гуманитарный жест». Автором идеи выступила директор центра Арина Немкова, перевод осуществил Лотар Деег, закадровый текст читали: Софи Темпельхаген и Свен Ханнсс. Официальная презентация немецкоязычной версии состоялась 23 сентября 2020 года.Тогда же фильм получил англоязычные субтитры. 
В 2023 году появилась версия с субтитрами на иврите, перевод был подготовлен при содействии Ури Резника, на тот момент генерального консула Государства Израиль в Санкт-Петербурге. Премьера данной версии состоялась 2 февраля 2024 года в Тель-Авивской синематеке (Израиль). 
Все иноязычные версии доступны для бесплатного просмотра на видеохостингах.

## Съёмочная группа
- Продюсер и автор идеи: Виктор Наумов
- Автор сценария и режиссёр: Максим Якубсон
- Операторы: Георгий Поротов, Александр Поротов
- Звукорежиссёры: Сергей Синяк, Павел Горских, Дарья Благих, Дмитрий Васильев
- Режиссёр монтажа: Александр Эжбер
- Компьютерная графика: Александра Комарова, Константин Гаехо
- Координатор: Анна Асмолова
- Фотограф: Дарья Корякова
- Редактор: Ирина Гордеевская
- Расшифровка фонограмм и подбор материалов: Максим Якубсон, Анна Асмолова, Константин Жуков, Альмира Сахарбекова[3]

## Музыка в фильме
В фильме звучат фрагменты Симфонии № 7 («Ленинградской») Дмитрия Шостаковича в исполнении Симфонического оркестра Ленинградской государственной филармонии под управлением Карла Элиасберга (архивная запись 1964 года); фрагменты сонаты для фортепиано и скрипки соль мажор KV 379 и сонаты для фортепиано и скрипки ми минор KV 304 Вольфганга Амадея Моцарта, исполняют Аркадий Штейнлухт (фортепиано) и Борис Кипнис (скрипка); современные музыкальные композиции «Зима», «Прощальная», «Голод», «Жестяной барабан» в исполнении автора — Константина Коноплина. А также песни: «Волховская застольная» (музыка Исаака Любана, стихи Павла Шубина), исполняют Татьяна Савранская и Константин Коноплин (баян); «Тело» музыка Ольги Новиковой на стихи Глеба Семёнова, исполняет Ольга Новикова.

## Награды и номинации

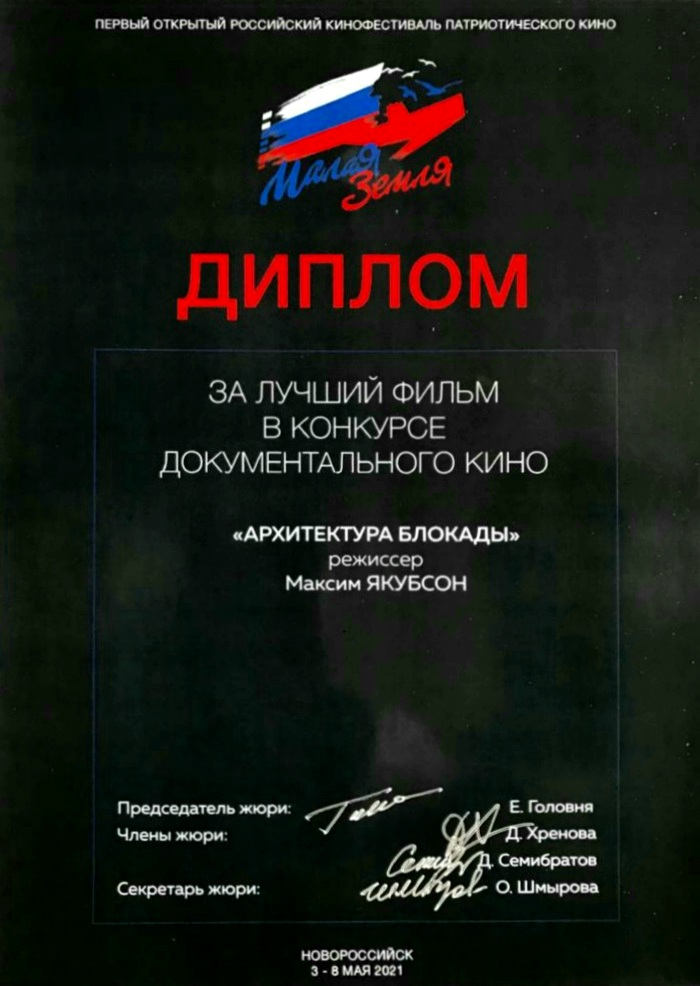
Диплом за лучший документальный фильм на I Открытом российском фестивале патриотического кино «Малая земля», 2021 г.

- 5 октября 2020 — шорт-лист ежегодной XXI Национальной премии «Лавровая ветвь» в области неигрового кино и телевидения в номинации «Лучший научно-популярный, просветительский фильм» (Москва)[34].
- 12 ноября 2020 — «Серебряный знак» Союза архитекторов России в номинации «Лучший фильм об архитектуре и архитекторах» на XXVIII Международном фестивале «Зодчество» (Москва)[35].
- 18 ноября 2020 — номинация «Времена не выбирают» на ХIII Всероссийском фестивале документальных фильмов «Соль земли» (Самара)[36].
- 27 ноября 2020 года — специальный приз жюри «За сохранение исторической памяти» и диплом Патриаршего совета по культуре на XXV Международном фестивале кинофильмов и телепрограмм «Радонеж» (Москва)[37].

- 30 ноября — 31 декабря 2020 — участие в Veterans Film Festival (Канберра, Австралия)[38].
- 6—10 декабря 2020 года — участие в 22nd Madurai International Documentary and Short Film Festival 2020 (Мадурай, Индия)[39].
- 7—11 декабря 2020 — участие в конкурсной программе неигрового кино XXVIII Фестиваля российского кино «Окно в Европу» (Выборг).
- 8 декабря 2020 — участие в ХIV Международном фестивале христианского кино «Невский Благовест» 2020 (Александро-Невская лавра, Санкт-Петербург)[40].
- 25 февраля 2021 — съёмочная группа фильма удостоилась Высочайшей благодарности «За примерное служение Отечеству» от Главы Российского Императорского Дома Её Императорского Высочества Государыни Великой Княгини Марии Владимировны[41].
- 8 мая 2021 — приз за лучший документальный фильм на I Открытом российском кинофестивале патриотического кино «Малая земля» (Новороссийск)[42].
- 27 ноября 2021 — диплом Международного кинофестиваля «Северный характер» в номинации «Документальный фильм до 90 минут» (Мурманск)[43].
- 26 мая 2022 — почётная грамота Санкт-Петербургского открытого показа творческих работ «Экранизация» (Санкт-Петербург)[44].
- 30 июня 2022 — благодарность Центрального дома кинематографистов Союза кинематографистов России (Москва)[45].